# Xmidtovka
Xmidtovka (en rus: Шмидтовка) és un poble (un possiólok) del krai de Primórie, a l'Extrem Orient de Rússia, que en el cens del 2010 tenia 112 habitants.